# Abisara mahale
Abisara mahale är en fjärilsart som beskrevs av Jan Kielland 1978. Abisara mahale ingår i släktet Abisara och familjen Riodinidae. Inga underarter finns listade i Catalogue of Life.